# مرسوم الأراضي لعام 1785

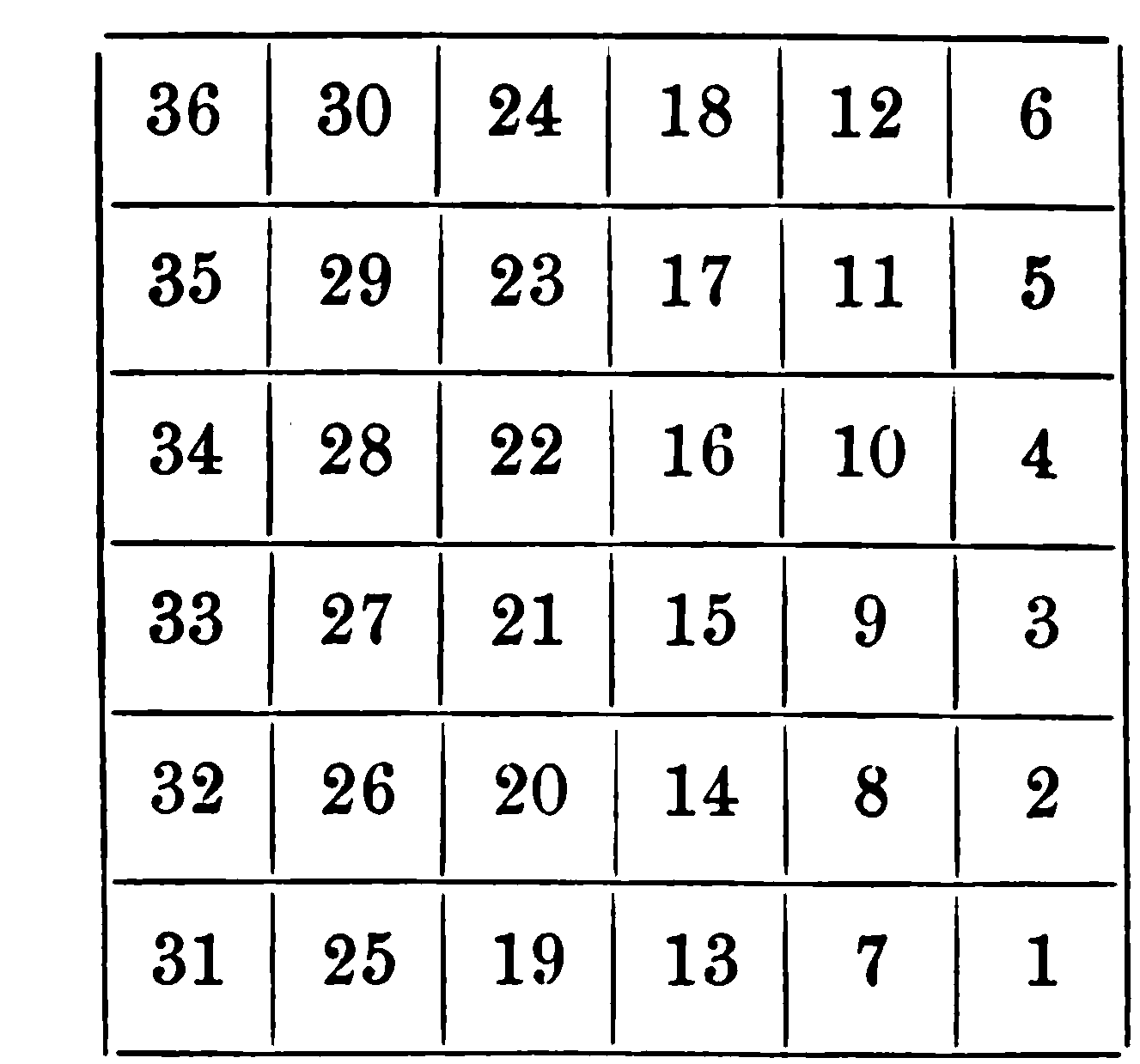

وُضع مرسوم الأراضي لعام 1785 من قبل كونغرس الاتحاد في الولايات المتحدة الأمريكية في 20 أيار/ مايو عام 1785. يضع هذا المرسوم نظامًا موحدًا يستطيع من خلاله المستوطنون شراء ملكية أرض زراعية في الغرب غير المتحضّر. لم يملك الكونغرس في ذاك الوقت السلطة الكافية لرفع الأسعار من خلال تحصيل الضرائب مباشرة، وبالتالي أمّنت مبيعات الأراضي موجة إيرادات مهمّة. وضع المرسوم نظام استطلاعي غطّى مع الوقت أكثر من ثلاثة أرباع منطقة من الولايات المتحدة القارية.
كان مرسوم الأراضي السابق عام 1784 قرارًا كتبه توماس جفرسون منايًا الكونغرس إلى اتخاذ إجراء حيال الأمر. خُطط تقسيم الأرض التي تقع غرب جبال الأبالاش شمال نهر أوهايو وشرق نهر الميسيسيبي إلى عشرة ولايات منفصلة، إلا أن قرار عام 1784 لم يعرّف الطريقة التي ستُتتبع لتقسيم تلك الأرض إلى ولايات، أو كيف ستُدار المقاطعات أو تُقرّ قبل أن تصبح ولايات مستقلة. وضع مرسوم عام 1785 قرار عام 1874 موضع التنفيذ من خلال وضع الآلية التي ستُتّبع في بيع وتثبيت الأراضي، بينما وجّه المرسوم الشمال الغربي لعام 1787 المتطلبات السياسية.
جهّز مرسوم عام 1785 أساسيات سياسة الأراضي حتى إقرار قانون المسكن وما حوله من الأرض لعام 1862. أسّس مرسوم الأراضي أساسيات نظام الأراضي العامة الاستطلاعي. طُبّق توماس هاتشينز الاستطلاع أو المسح الأولي، وبعد وفاته عام 1789، نُقلت مسؤولية الاستطلاع إلى الماسح العام. أقر للأراضي أن تُقسم بشكل نظامي إلى بلدات مربعة، بستة أميال على الجانب (9.7 كم)، وتُقسم كل منها إلى ستة وثلاثين قسمًا كل منها 1 ميل مربع (2.6 كم2) أو 640 فدانًا (260 هكتارًا)، ويمكن بعد ذلك تقسيم هذه الأقسام لإعادة بيعها من قبل المستوطنين ومضاربي الأراضي.
كان هذا المرسوم مهمًا أيضًا لتأسيس آلية تمويل التعليم العام، إذ حُجز القسم 16 من كل بلدة لتأسيس المدارس العامة، لا تزال العديد من المدراس حاليًا تقع في القسم 16 من بلداتهم. بالرغم من بيع العديد من أقسام المدارس لرفع ميزانية التعليم العام. في الولايات اللاحقة، صُمّم القسم 36 من كل بلدة ليكون قسمًا مخصصّا للمدارس.
كانت نقطة بداية المسح أو استطلاع عام 1785 عند التقاء أوهايو (بوصفها القسم الشرقي القاصي للمنطقة أو المقاطعة شمال الغربية) وبنسلفانيا وفيرجينيا (حاليًا غرب فيرجينيا)، للضفاف الشمالية لنهر أوهايو جانب إيست ليفربول في أوهايو. هناك علامة تاريخية شمال هذا الموقع، عند خط الولاية عندما تغيّر اسم المتحلق من أوهايو ستيت روت 39 إلى بنسلفانيا روت 68.

## تاريخ
عيّن كونغرس الاتحاد لجنة مُؤلفة من:
- توماس جفرسون (فيرجينيا)
- هيو ويليامسون (كارولاينا الشمالية)
- ديفيد هاول (رود آيلاند)
- ألبردج جيري (ماساتشوستس)
- جاكوب ريد (كارولاينا الجنوبية)

أفادت اللجنة في 7 أيار/ مايو عام 1784 "مرسومًا للتحقق من طريقة تحديد موقع الأراضي وترتيبها في الأقاليم الغربية، ولأغراض أخرى ذكرت في هذا السياق". تطلّب المرسوم تقسيم الأراضي إلى مئات العشرات من الأميال الجغرافية المربعة، تضمّن كل ميل 6086 ومن 4 إلى 10 أقدام مقسّمة إلى العديد من الأجزاء بمساحة ميل مربع واحد، أو 850 و4 إلى 10 فدانًا، مرقّمة بدءًا من الزاوية شمال الغربية وبالاتجاه من الغرب إلى الشرق ومن الشرق إلى الغرب بالترتيب، بعد المباحثات والتعديل، قُدّم المرسوم في الكونغرس في 26 نيسان/ أبريل عام 1785. تطلّب الأمر مستطلعين أو ماسحي أراضي " لتقسيم الإقليم المذكور إلى بلدات بمساحة سبعة أميال مربعة، بخطوط متّجهة بحسب الشمال أو الجنوب، وأخرى تعبرها بزوايا قائمة، كما وجب تحديد أو تقسيم خرائط البلدات بالترتيب إلى أقسام مساحة كل منها ميل مربع واحد أو 640 فدّانًا. وكان هذا أول استخدام مسجّل لمصطلحي "بلدة" و"قسم".
قام ويليام غرايسون في 3 أيار/ مايو عام 1785 بفيرجينيا تلتها حركة أو خطوة من جيمس مونرو لتبديل المساحات ذات سبعة الأميال المربعة إلى ستة أميال مربعة، وأُقرّ القانون في 20 أيار/ مايو عام 1785، افتُرضَ ترقيم الأقسام بدءًا من الرقم 1 في الجنوب الشرقي بالمرور جنوبًا ثم شمالًا في كل مستوى حتى الوصول إلى الرقم 36 في الشمال الغربي، كما كان من المفترض تطبيق هذه الاستطلاعات بإدارة جغرافي من الولايات المتحدة الأمريكية (توماس هاتشينز).
نصَّ القانون الذي صدر في 18 أيار/ مايو لعام 1796 على تعيين ماسح عام للأراضي ليحل محل جغرافي الولايات المتحدة، وأنه يتوجّب ترقيم الأقسام بالترتيب بدءًا من الرقم 1 في القسم الشمال الشرقي وبالاتجاه إلى الغرب والشرق بالتناوب، ومرورًا ضمن البلدة، مع تصاعد الترقيم حتى اكتمال ترقيم الأقسام الست وثلاثون.
اكتملت جميع الاستطلاعات الفرعية باستخدام ذات النظام في ترقيم الأقسام باستثناء المنطقة العسكرية للولايات المتحدة على أراضي أوهايو، والتي كانت مساحتها 5 أميال مربعة (8 كم) وفقًا لنص القانون الذي صدر في 1 حزيران/ يونيو عام 1796، وعُدّل بقانون 1 آذار/ مارس عام 1800.

## التعليم العام
فيما يلي خلفية عن الأراضي المخصصة للتعليم العام بحسب مرسوم الأراضي لعام 1785:
مهّد مرسوم الأراضي الذي صدر في 20 أيار/ مايو لعام 1785 من قبل كونغرس الاتحاد الطريق لتوسيع المنطقة غربًا بشكل منظّم ومبني على المجتمع في الولايات المتحدة الأمريكية في السنوات التي تلت الثورة الأمريكية. وفقًا لقانون 1785، خُصّص القسم 16 من كل بلدة للمدارس ومنه كان يسمى أحيانًا قسم المدارس. أضيف لاحقًا القسم 36 كعقار مخصص للمدارس غربي البلدة. تجاهلت العديد من الولايات والمقاطعات هذا البند وبدّلته أو عدّلت عليه بطريقتها الخاصة، إلا أن الغاية العامة كانت بضمان حصول المدارس المحلية على مخصّصاتها وأن تقع المدارس بشكل قريب من جميع الأطفال. ومن الأمثلة عن مخصصات الأراضي التي وضعت خصّيصًا للتعليم العالي هي كلية أوهايو.

## مخطط البلدات
احتوت كل بلدة شرقية على أرض بمساحة 36 ميل مربع، مخططة بشكل مربع تقيس 6 أميال في كل جانب، والتي قسمّت أيضًا إلى 36 قطعة، مساحة كل قطعة منها 1 ميل مربّع. كانت الدقة الرياضية للمخطط نتاج جهد جماعي بين ماسحي الأراضي. احتوت كل بلدة على مساحة مخصصة للتعليم العام ولأغراض حكومية أخرى، حيث خُصّصت 5 من أصل 36 قطعة من كل بلدة لأغراض حكومية أو مخصّصات عامة، كما رُقّمت القطع الست وثلاثون بحسب استطلاع كل بلدة. قابلت المنطقة المركزية من كل بلدة القطع ذات الأرقام 15 و16 و21 و22 في استطلاع أو مسح البلدة، وخُصصت القطعة 16 للتعليم العام. أقرّ مرسوم الأراضي لعام 1785 التالي: «سوف تُخصص القطعة 16 من كل بلدة للحفاظ على المدارس العامة ضمن كل بلدة.»
وأفاد روبرت نبر: «خُصصت القطع 8 و11 و26 و29 في كل بلدة للبيع في المستقبل من قبل الحكومة الفيدرالية، سوف يضعون أسعارًا أعلى بسبب تحضّر الأراضي التي حولهم. كما خصّص الكونغرس ربع مخصصات الذهب والفضة والرصاص والنحاس لاستخدامها. ونصّ المرسوم على أنه سيتم تخصيص ثلاثة بلدات متجاورة لبحيرة إيري، لتُنظّم لاحقًا من قبل الكونغرس، ليستخدمها الضباط والرجال وغيرهم واللاجئون من كندا ومن نوفا سكوتيا الذين قد يكون لهم الحق بامتلاك الأراضي وفقًا لقرارات الكونغرس القائمة حاليًا. لم يكن ذلك ممكنًا بكون المنطقة المجاورة لبحيرة إيري كانت ملكًا لكونيتيكت، وبالتالي وجب على الكنديين الانتظار حتى إنشاء منطقة اللاجئين عام 1798.